# Il–214
Az Il–214 (oroszul: Ил–214) vagy MTSZ (МТС — многоцелевой транспортный самолёт, magyar átírásban: mnogocelovoj transzportnij szamoljot, magyarul: többcélú szállító repülőgép) orosz közepes katonai szállító repülőgép, amelynek fejlesztését az Iljusin, az Irkut repülőgépgyár és az indiai HAL kezdte el. (A típust a gyártó MTA néven is említi, ami a nemzetközi Multirole Transport Aircraft elnevezésre utal.) A gépet az Orosz Légierőben üzemelő An–12 és An–26, valamint az Indiai Légierő által üzemeltetett An–32 leváltására szánták, illetve a nemzetközi piacra is szeretnének betörni a típussal a C-130, KC-390, és az ukrán An-178 konkurenciájaként. Az indiai fél azonban 2016 januárjában kiszállt a projektből.

## Története
Az Il–214 eredetileg közös orosz–indiai többcélú teherszállító repülőgép programnak indult. A tervezést az Egyesített Repülőgépgyártó Vállalat (OAK) moszkvai tervezőiroda végezte az indiai HAL szakembereinek bevonásával. A tervek szerint a gép megfelel az amerikai FAA (Szövetségi Légügyi Hatóság) és az európai EASA (Európai Repülésbiztonsági Ügynökség) által támasztott követelményrendszernek is.
2016 januárjában az orosz UAC és annak kötelékébe tartozó Iljusin felfüggesztette az együttműködést az indiai féllel és egyedül fejleszti tovább a típust. Az együttműködés felmondásának okaiként a UAC az indiai féllel való, hajtómű kérdésében történt összekülönbözést és kommunikációs problémákat jelölte meg.
A gyártást eredetileg az indiai HAL (Hindustan Aeronautics Limited), az orosz Egyesített Repülőgépgyártó Vállalat (OAK), valamint a Roszoboronekszport részvételével végezte volna, az orosz és indiai fél egyenlő arányú részesedésében. A 600,7 millió dollárosra saccolt fejlesztési költséget is fele-fele arányban állták volna.
Az Orosz Légierő 100 gépet igényelt. India 45 db-ot. Export tervek: 60 db, a C–130 Hercules kategóriájú gépek leváltására szánják.

## Műszaki jellemzői
A tehertér hossza 13,8 m, szélessége 3,45 m, magassága 3,4 m. A rakodórámpával együtt a tehertér teljes hossza 18,85 m.
Naptári élettartam 35 év, felszállások száma 24 000, összes repült idő 30 000 óra.

## Műszaki adatok[3]

### Geometriai méretek és tömegadatok
- Hossz: 37,7 m
- Magasság: 12,95 m
- Fesztávolság: 35,5
- Törzsátmérő: 4,8 m
- Maximális felszálló tömege: 72 t
- Maximális hasznos terhelés: 20 t
- Üzemanyagtartály: 30 700 l

### Hajtóművek
- Száma: 2 db
- Típusa: PSZ–90A–76
- Maximális tolóerő: 2 × 171 kN

### Repülési jellemzők
- Gazdaságos utazósebesség: 810 km/h
- Legnagyobb repülési magasság: 13 100 m
- Hatótávolság: 2000 km (20 t teherrel)
- Felszállási úthossz: 1600 m

### Hasonló repülőgépek
- An–178
- KC–390